# Brownstown (County Kildare)
Brownstown (irisch Baile an Bhrúnaigh) liegt im Westen des County Kildare. Brownstown hat 1076 Einwohner (Stand 2022).

## Lage
Brownstown liegt etwa fünf Kilometer ostsüdöstlich von Kildare. Im Norden und Osten liegt das Curragh Camp, das auch zahlreichen Einwohnern Arbeit bietet.